# رشته‌کوه سریقل
رشته‌کوه ساری‌کول (به لاتین: Sarikol Range) یک رشته‌کوه در تاجیکستان است که در ولایت خودمختار بدخشان کوهستانی واقع شده‌است. رشته‌کوه ساری‌کول ۶٬۳۵۱ متر بالاتر از سطح دریا واقع شده‌است.